# Demon Seed
Demon Seed (Engendro mecánico, o La generación de Proteo) es una película estadounidense de ciencia ficción de 1977 dirigida por Donald Cammell y protagonizada por Julie Christie y Fritz Weaver. Está basada en la novela de ciencia ficción La semilla del demonio de Dean R. Koontz, publicada en 1973.

## Argumento
Una mujer es encerrada a la fuerza en su casa por una computadora inteligente. El motivo del secuestro es que la computadora pretende buscar una "inmortalidad" humana engendrando un hijo. Consigue este propósito con una argucia basada en que si a las células sexuales se les aplica cierto método científico, se puede conseguir que un óvulo se comporte como un espermatozoide y consiga la fecundación, una idea un tanto avanzada y cercana a la clonación para la época en que se realizó la película. Entonces, la computadora consigue crear, a partir de una muestra de la mujer, una célula encargada de fecundar a la mujer. Después de ciertos accidentes consigue su objetivo y acelera el proceso para que el embarazo dure 28 días, después del cual la máquina introduce al engendro en una incubadora donde deberá estar 5 días para crecer y además adquirir su enorme conocimiento, entonces viendo la cercana desconexión de sus circuitos en el mundo decide autodesconectarse, no sin antes avisar de que dejen tranquila la incubadora. Lo cual no sucede porque en un arrebato de terror y aversión ante la visión del monstruo que es su hija, la madre la desconecta buscando su muerte. Y al final el engendro sale agonizando de la incubadora y ven que debajo de la piel metálica hay un cuerpo humano vivo. Eso deja al espectador con la duda de si le dio tiempo a la máquina a transmitir sus conocimientos a su hija.

## Ficha técnica
- Título original: Demon Seed
- País: Estados Unidos
- Año: 1977
- Género: Ciencia ficción/terror
- Duración: 94 minutos
- Dirección: Donald Cammell
- Protagonistas: Julie Christie
- Producción: Herb Jaffe
- Guion: Dean R. Koontz
- Música: Jerry Fielding

## Reparto
- Julie Christie - Susan Harris
- Fritz Weaver - Alex Harris
- Gerrit Graham - Walter Gabler
- Berry Kroeger - Petrosian
- Lisa Lu - Soon Yen
- Larry J. Blake - Cameron
- John O'Leary - Royce
- Alfred Dennis - Mokri
- Davis Roberts - Warner
- Patricia Wilson - Mrs. Trabert
- E. Hampton Beagle - Night Operator
- Michael Glass - Technician #1
- Barbara O. Jones - Technician #2
- Dana Laurita - Amy
- Monica MacLean - Joan Kemp
- Harold Oblong - Científico
- Georgie Paul - Housekeeper
- Michelle Stacy - Marlene/Hijo de Proteus
- Tiffany Potter - Bebe
- Felix Silla - Bebe

## Temas
La película avanza ideas muy novedosas para la época, como por ejemplo la clonación, porque plantea modificar las células sexuales para una autofecundación, además plantea otras circunstancias bastante novedosas fuera del ámbito académico o militar como las redes de ordenadores. Además, deja entrever un universo conspiratorio, porque en un diálogo de la misma un alto dirigente siente temor a que la inteligencia artificial se rebele contra ellos y cuente "todo lo que sabe" al mundo.
El film se ha vuelto conocido también por escenas muy grotescas de una supuesta penetración/violación de una máquina a una mujer.